# 陈俊勇
陈俊勇（1933年5月16日—），生于上海，原籍浙江宁波，中国测量专家，中国科学院院士，现任中国国家测绘局科技委员会主任。他也是中华人民共和国测绘界的第一位博士。

## 简历
- 1955年考入上海同济大学，1956年随同济大学测绘系迁武汉。
- 1960年，毕业于武汉测绘学院(今武汉大学测绘学院)大地测量专业。
- 1981年，毕业于奥地利格拉茨技术大学卫星大地测量专业。陈俊勇在中国几何大地测量、卫星大地测量、地球重力场参数计算及地球动力学等方面成就卓著，做出了很大贡献。
- 1975年，任中国珠穆朗玛峰高程计算组组长。其推导的“1980年大地参考系”参数计算公式被国际大地测量地球物理学联合会（IUGG）验证通过并全套采用，沿用至今，这是华人首次为全球测量基准提供数学基础。